# Браво, Жанна
«Браво, Жанна. Классические песни группы Браво» — студийный альбом сольного проекта барабанщика группы «Браво» Павла Кузина. До этого он же делал ремиксы, которые входили в синглы коллектива. Композиция «Верю я» вошла в сборник «Брат 2. За кадром» (2000).

## Список композиций
1. Интро
2. Верю я
3. Жёлтые ботинки
4. Открытие
5. Звёздный каталог
6. Розы
7. Старый отель
8. Медицинский институт
9. Синеглазый мальчик
10. Марсианка
11. Чудесная страна

## Участники записи
- Жанна Агузарова - вокал (архивные записи)
- Павел Кузин - аранжировка, переработка, запись, сведение, мастеринг.
- Александр Степаненко - саксофон, флейта.